# Kelsey Plum
Kelsey Christine Plum (nacida el 24 de agosto de 1994 en Poway, California), es una jugadora de baloncesto estadounidense. Con 1.73 metros de estatura, juega en la posición de base.
Ganó el oro olímpico en los Juegos Olímpicos de Tokio 2020 en la categoría de Baloncesto 3x3 con Estados Unidos junto a Stefanie Dolson, Allisha Gray y Jacquelyn Young.
También cabe agregar, que ha ganado con su actual equipo "Las Vegas Aces", la liga WNBA, dos veces (en consecutivo, siendo un back to back), en el año 2023 y 2024.
Y ha sido convocada para los Juegos Olímpicos de París 2024.

## Palmarés olímpico
| Juegos Olímpicos               | Juegos Olímpicos | Juegos Olímpicos | Juegos Olímpicos |
| Año                            | Lugar            | Medalla          | Prueba           |
| ------------------------------ | ---------------- | ---------------- | ---------------- |
| Juegos Olímpicos de Tokio 2020 | Tokio ( Japón)   | Medalla de oro   | Baloncesto 3x3   |
| Juegos Olímpicos de París 2024 | París ( Francia) | Medalla de oro   | Baloncesto       |